# Bengkulu (provins)
Bengkulu är en provins i Indonesien som omfattar ett kustområde på sydvästra Sumatra. Folkmängden uppgår till cirka 1,7 miljoner invånare 2010, och den administrativa huvudorten är Bengkulu.

## Administrativ indelning
Provinsen är indelad i nio distrikt och en stad.
Distrikt (Kabupaten):
- Bengkulu Selatan, Bengkulu Tengah, Bengkulu Utara, Kaur, Kepahiang, Lebong, Mukomuko, Rejang Lebong, Seluma

Stad (Kota):
- Bengkulu